# Acompsia bidzilyai
Acompsia bidzilyai  (лат.) — вид мелких бабочек рода Acompsia семейства молей выемчатокрылых (Gelechiidae). Вид впервые описан в 2002 году энтомологами Гюмером и Карсхольтом.
Назван в честь украинского энтомолога Алексея Бидзили.

## Распространение, описание
Эндемик России, распространённый только на территории Сохондинского заповедника (Забайкальский край), у берегов реки Агуцакан.
Размах крыльев — 19—20 мм; крылья округлые. Передние крылья светлого серовато-коричневого оттенка, задние — серые. Усики бледно-коричневые. Внешне напоминает другие близкородственные виды, но отличается наличием чёрных чешуек на небольшом участке крыльев.